# Паровози залізниць Росії
Паровози залізниць Росії (рос. Паровозы железных дорог России. В 2 частях) — книга про історію паровозів у Російській імперії (в складі якої була і підросійська Україна в 1837–1890 роках). Має ілюстрації узяті з архівів і приватних зібрань, та опубліковані вперше. Аналогів цьому унікальному виданню серед україномовних книг не існує так само, як і не висвітлено залізницю на всіх теренах України у складі Австро-Угорської імперії зазначеного історичного періоду.

## Опис
Книга наводить докладне дослідження початкового періоду історії залізниць і паровозів в найменш вивчений період виникнення, становлення і розвитку цього виду транспорту. Зібрано і систематизовано відомості, статистичні дані про споруду, експлуатацію, нумерацію паровозів залізниць Російській імперії, що мали колію 1524 мм на всіх залізницях періоду 1837–1890 років.
- Частина перша (рос. Часть 1) містить інформацію початку охоплення періоду 1837–1890 років.
- Частина друга (рос. Часть 2) містить інформацію завершення періоду 1837–1890 років.

## Галерея

Обкладинка першої частини
Обкладинка другої частини